# Di Klatshe
Di Klatshe (Originaltitel: The Light Ahead) ist ein jiddischer Spielfilm aus den USA von 1939 nach dem gleichnamigen Stück von Mendele Moicher Sforim von 1873.

## Produktion
Der Fikmwar ein weiterer der auf jiddische Filme dieser Zeit sich konzentrierende Edgar G. Ulmer. Helen Beverley spielte erstmals auf der Leinwand. Die Dreharbeiten fanden in New Jersey statt.